# Sibleyho a Ahlquistův systém ptáků
Sibleyho a Ahlquistův systém ptáků je taxonomie ptáků navržená americkými ornitology Charlesem Sibleym a Jonem E. Ahlquistem založený na DNA-DNA hybridizačních studiích ze 70. a 80. let 20. století.
Tato klasifikace byla ve své době poměrně přelomová co se týče systematiky ptáků a po řadu let byla a stále je často citována. Systematika byla nicméně založena čistě na výsledcích DNA-DNA hybridizace a moderní klasifikační metody ji v mnohém překonávají.

## Zjednodušená klasifikace s českými názvy
- podtřída: Palaeognathae
  - řád: pštrosi (Struthioniformes)
  - řád: tinamy (Tinamiformes)
- podtřída: Neognathae
  - taxon: Galloanserae
    - řád: hrabaví (Galliformes)
    - řád: vrubozobí (Anseriformes)

  - taxon: Neoaves
    - řád: perepelové (Turniciformes)
    - řád: šplhavci (Piciformes)
    - řád: leskovci (Galbuliformes)
    - řád: zoborožci (Bucerotiformes)
    - řád: dudci (Upupiformes)
    - řád: trogoni (Trogoniformes)
    - řád: srostloprstí (Coraciiformes)
    - řád: myšáci (Coliiformes)
    - řád: kukačky (Cuculiformes)
    - řád: papoušci (Psittaciformes)
    - řád: svišťouni (Apodiformes)
    - řád: kolibříci (Trochiliformes)
    - řád: turakové (Musophagiformes)
    - řád: sovy (Strigiformes)
    - řád: měkkozobí (Columbiformes)
    - řád: krátkokřídlí (Gruiformes)
    - řád: brodiví (Ciconiiformes)
    - řád: pěvci (Passeriformes)

## Úplná klasifikace s vědeckými názvy
| Parvtřída          | Nadřád            | Řád               | Čeledi |
| Infratřída Eoaves  | Infratřída Eoaves | Infratřída Eoaves | Infratřída Eoaves |
| ------------------ | ----------------- | ----------------- | --- |
| Ratitae            | Ratitae           | Struthioniformes  | 1. Struthionidae 2. Rheidae 3. Casuariidae 4. Apterygidae |
| Ratitae            | Ratitae           | Tinamiformes      | 1. Tinamidae |
| Galloanserae       | Gallomorphae      | Craciformes       | 1. Cracidae 2. Megapodiidae |
| Galloanserae       | Gallomorphae      | Galliformes       | 1. Phasianidae 2. Numididae 3. Odontophoridae |
| Galloanserae       | Anserimorphae     | Anseriformes      | 1. Anhimidae 2. Anseranatidae 3. Dendrocygnidae 4. Anatidae |
| Infratřída Neoaves |                   |                   | |
| Turnicae           | Turnicae          | Turniciformes     | 1. Turnicidae |
| Picae              | Picae             | Piciformes        | 1. Indicatoridae 2. Picidae 3. Megalaimidae 4. Lybiidae 5. Ramphastidae |
| Coraciae           | Galbulimorphae    | Galbuliformes     | 1. Galbulidae 2. Bucconidae |
| Coraciae           | Bucerotimorphae   | Bucerotiformes    | 1. Bucerotidae 2. Bucorvidae |
| Coraciae           | Bucerotimorphae   | Upupiformes       | 1. Upupidae 2. Phoeniculidae 3. Rhinopomastidae |
| Coraciae           | Coraciimorphae    | Trogoniformes     | 1. Trogonidae |
| Coraciae           | Coraciimorphae    | Coraciiformes     | 1. Coraciidae 2. Brachypteraciidae 3. Leptosomidae 4. Momotidae 5. Todidae 6. Alcedinidae 7. Halcyonidae 8. Cerylidae 9. Meropidae |
| Coliae             | Coliae            | Coliiformes       | 1. Coliidae |
| Passerae           | Cuculimorphae     | Cuculiformes      | 1. Cuculidae 2. Centropodidae 3. Coccyzidae 4. Opisthocomidae 5. Crotophagidae 6. Neomorphidae |
| Passerae           | Psittacimorphae   | Psittaciformes    | 1. Psittacidae |
| Passerae           | Apodimorphae      | Apodiformes       | 1. Apodidae 2. Hemiprocnidae |
| Passerae           | Apodimorphae      | Trochiliformes    | 1. Trochilidae |
| Passerae           | Strigimorphae     | Musophagiformes   | 1. Musophagidae |
| Passerae           | Strigimorphae     | Strigiformes      | 1. Tytonidae 2. Strigidae 3. Aegothelidae 4. Podargidae 5. Batrachostomidae 6. Steatornithidae 7. Nyctibiidae 8. Eurostopodidae 9. Caprimulgidae |
| Passerae           | Passerimorphae    | Columbiformes     | 1. Raphidae 2. Columbidae |
| Passerae           | Passerimorphae    | Gruiformes        | 1. Eurypygidae 2. Otididae 3. Gruidae 4. Aramidae 5. Heliornithidae 6. Psophiidae 7. Cariamidae 8. Rhynochetidae 9. Rallidae 10. Mesitornithidae |
| Passerae           | Passerimorphae    | Ciconiiformes     | 1. Pteroclidae 2. Thinocoridae 3. Pedionomidae 4. Scolopacidae 5. Rostratulidae 6. Jacanidae 7. Chionidae 8. Pluvianellidae 9. Burhinidae 10. Charadriidae 11. Glareolidae 12. Laridae 13. Accipitridae 14. Sagittariidae 15. Falconidae 16. Podicipedidae 17. Phaethontidae 18. Sulidae 19. Anhingidae 20. Phalacrocoracidae 21. Ardeidae 22. Scopidae 23. Phoenicopteridae 24. Threskiornithidae 25. Pelecanidae 26. Ciconiidae 27. Fregatidae 28. Spheniscidae 29. Gaviidae 30. Procellariidae |
| Passerae           | Passerimorphae    | Passeriformes     | 1. Acanthisittidae 2. Pittidae 3. Eurylaimidae 4. Philepittidae 5. Tyrannidae 6. Thamnophilidae 7. Furnariidae 8. Formicariidae 9. Conopophagidae 10. Rhinocryptidae 11. Climacteridae 12. Menuridae 13. Ptilonorhynchidae 14. Maluridae 15. Meliphagidae 16. Pardalotidae 17. Petroicidae 18. Irenidae 19. Orthonychidae 20. Pomatostomidae 21. Laniidae 22. Vireonidae 23. Corvidae 24. Callaeatidae 25. Picathartidae 26. Bombycillidae 27. Cinclidae 28. Muscicapidae 29. Sturnidae 30. Sittidae 31. Certhiidae 32. Paridae 33. Aegithalidae 34. Hirundinidae 35. Regulidae 36. Pycnonotidae 37. Hypocoliidae 38. Cisticolidae 39. Zosteropidae 40. Sylviidae 41. Alaudidae 42. Nectariniidae 43. Melanocharitidae 44. Paramythiidae 45. Passeridae 46. Fringillidae |